# Socialcam
Socialcam es una aplicación móvil de video para iPhone y Android estrenada el 7 de marzo de 2011 y Cerrada el 29 de octubre de 2015. Permitía a los usuarios grabar y compartir sus videos en Internet y a través de Facebook, Twitter y otras redes sociales. En julio de 2012, la aplicación superó los 16 millones de descargas y fue adquirida por Autodesk por 60 millones de dólares. Socialcam fue fundada por Michael Seibel, Ammon Bartram y Guillaume Luccisano y su base se encuentra en San Francisco, California.

## Funcionalidad e interfaz
La característica esencial que define a Socialcam es la posibilidad de aplicar filtros de imagen y color, además de música, a los videos grabados por el usuario. Asimismo, posee una buena integración con la popular red social Facebook. La meta futura de Socialcam es reemplazar las aplicaciones de video que vienen de serie en los teléfonos inteligentes.
La interfaz de Socialcam es sencilla y guarda similitudes con Instagram, la aplicación para móviles fotográfica. El filtro deseado debe activarse antes de grabar el video, para posteriormente publicarlo y compartirlo con los amigos. La cuenta de usuario permite navegar por los videos de otros usuarios con el fin de observarlos, votarlos o comentarlos. Socialcam dispone de notificaciones acerca de la actividad de las personas registradas.

## Inversores
Socialcam participó en el invierno de 2012 en una promoción de Y Combinator (company) y recogió fondos de una larga lista de inversores de Silicon Valley y Hollywood:
- Yuri Milner y Felix Shpilman – Comenzaron el fondo
- SV Angel – Ron Conway & David Lee
- WME – Ari Emmanuel & Jason Lublin
- Ronny Conway – Andreessen Horowitz
- Paul Graham – Cofundador de Y-Combinator
- Jessica Livingston – Asociado de Y-Combinator
- Troy Carter y Allison Streuter – Atom Factory
- A-Grade Investments – Ashton Kutcher, Guy Oseary y Chris Hollod
- Laurene Powell Jobs y Stacey Rubin – Emerson Collective
- Brian Chesky – CEO, Airbnb
- Jonathan Abrams – Asociado, Founders Den
- Jason Johnson – Asociado, Founders Den
- Zachary Bogue – Asociado, Founders Den
- Michael Levit – Asociado, Founders Den
- Jeff Kapel – Asistente técnico, Duke Basketball
- Trajan Langdon – Jugador de baloncesto de la NBA retirado
- Crunchfund – Michael, MG, Patrick
- Paul Buchheit – Inventor de Gmail, Fundador de FriendFeed, Asociado de Y-Combinator
- Garry Tan – Asociado de Y-Combinator, Cofundador Posterous
- Alexis Ohanian – Asociado de Y-Combinator, Cofundador Reddit
- Harj Taggar – Asociado Y-Combinator, Cofundador Auctomatic
- Tim Draper – Draper Associates
- Stewart Alsop – Alsop Louie
- Erik Moore – Inversor en Zappos
- Justin Kan – Cofundador de EXEC, Cofundador de Justin.tv/Twitch.tv
- Emmett Shear – CEO & Cofundador de Justin.tv/Twitch.tv
- Kyle Vogt – Cofundador de Justin.tv/Twitch.tv
- Matt Ocko – Inversor
- Justin Caldbeck – Lightspeed
- Shervin Pishevar – Menlo Ventures
- Ram Shiram – Sherpalo, Inversor en Google
- Shane Battier – Jugador de baloncesto de la NBA,  Miami Heat

## Marcas que utilizan Socialcam
Un gran número de marcas utilizan Socialcam para atraer a las audiencias relacionadas con los medios de comunicación de carácter social con contenido audiovisual. Algunas de estas son: Brooklyn Nets, Lipton Iced Tea, New York Jets, Sierra Mist y General Electric. La lista completa de marcas que utilizan la aplicación fue publicada en la página web de Socialcam.

## Asociación con Washington Post
El 9 de julio de 2012, el Washington Post anunció la asociación con Socialcam, convirtiéndose en el socio oficial de Socialcam para los Juegos Olímpicos de Verano de 2012 en Londres. Socialcam y el Washington Post trabajaron conjuntamente para crear London Eyes -un mapa interactivo con videos generados por los usuarios alrededor de Londres durante los Juegos Olímpicos-. Ambos se volvieron a juntar para cubrir en 2012 las convenciones nacionales de Demócratas y Republicanos para crear Unconventional: Behind the scenes at conventions.

## Críticas
La popularidad de Socialcam en Facebook se vio incrementada repentinamente la primavera de 2012 gracias a la decisión de llevar a cabo acciones de marketing agresivo para inducir a los usuarios a registrarse. Esta medida fue calificada como invasiva y abusiva por muchos críticos, ya que Socialcam compartió aquello que los usuarios estaban viendo sin que ellos supieran que tal suceso era siquiera posible. En respuesta a las críticas, Socialcam rápidamente hizo cambios que permitiesen que el funcionamiento de la compartición de videos fuera más clara para todos sus usuarios.